# Adriana Ruano
Adriana Ruano Oliva (Città del Guatemala, 26 giugno 1995) è una tiratrice a volo guatemalteca, specializzata nella fossa olimpica. A Parigi 2024 ha vinto l'oro olimpico nel trap, primo oro nella storia del Guatemala ai Giochi olimpici.

## Biografia
Ruano ha iniziato come ginnasta, sport in cui ha partecipato ai campionati panamericani e ai campionati del centro America e Caraibi nel 2010. Dopo un pesante infortunio alla colonna vertebrale nel 2011, fu costretta a lasciare la ginnastica e su consiglio dei medici, si dedicò al tiro a volo per poter proseguire la sua carriera sportiva.
Nel 2023 vince l'oro nel trap (fossa olimpica) ai giochi panamericani di Santiago del Cile, in cui gareggiava come atleta indipendente a causa della sospensione del comitato olimpico guatemalteco da parte del CIO. Nel 2024 ai giochi olimpici di Parigi 2024 vince la gara di trap stabilendo un nuovo record olimpico ed ottenendo il primo storico oro del suo Paese alle Olimpiadi.

## Palmarès
- Giochi olimpici

Parigi 2024: oro nel trap.
- Giochi panamericani

Santiago 2023: oro nel trap